# Nematabramis verecundus
Nematabramis verecundus és una espècie de peix cipriniforme de la família dels ciprínids.

## Morfologia
Els mascles poden assolir els 4,2 cm de longitud total.

## Distribució geogràfica
Es troba a Mindanao (Filipines).